# Celia (bibliothèque accessible)
Celia est une bibliothèque spécialisée  et un centre d'expertise nationale en accessibilité de la littérature qui promeut l'égalité en lecture et en apprentissage en Finlande. 
Celia est une agence du ministère de l'Éducation et de la Culture.

## Présentation
Celia produit et distribue de la littérature dans des formats accessibles aux déficients visuels, tels que des livres parlés et des livres en braille, en collaboration avec des bibliothèques publiques et des éditeurs. En plus de la fiction et de la non-fiction, Celia produit et distribue également des manuels dans des formats accessibles à tous les niveaux d'enseignement. Les livres de Celia sont disponibles en ligne ainsi que sur CD et sur divers supports physiques. La bibliothèque participe au service mondial d'échange de livres de l'Accessible Books Consortium.
En 2014, le fond comportait 40 000 livres audios et 5 000 livres en braille et les usagers étaient environ 25 000. 
Celia est située dans le centre Iiris (fi) dans le quartier d'Itäkeskus à  Helsinki en Finlande.